# 圍岩
圍岩（英語：wall rock）是地質活動的區的周圍牆壁的岩石。 例如沿著火山頸的周圍岩石，深成岩體的邊緣
，沿著斷層平面的岩石，包圍礦脈和岩脈的岩石。
在火山中，圍岩通常會從岩壁上脫落，掉入岩漿成為捕虜岩，一起和火山岩被噴發到地表。 這些捕虜岩對地質學家來說很重要，因為它們代表不暴露在地球表面的岩石。

## 接觸變質
由於岩漿侵入導致圍岩溫度升高，就造成圍岩的接觸變質作用。在侵入體周圍，被接觸變質的區域稱為變質光環。接觸變質岩通常為角岩。由接觸變質作用形成的岩石沒有強烈變形的跡象，通常是細粒的 而且非常堅韌。
接觸變質作用在侵入體附近較大，並隨著距離而消散。  變質光環的大小取決於侵入體的熱度、大小以及與圍岩的溫差。岩脈侵入體的光環較小，變質作用最低，延伸到圍岩中的厚度不超過岩脈厚度的一到兩倍。而岩磐周圍的光環可以達到幾公里寬。。 侵入岩帶來的的岩漿流體也能造成圍岩的變質。岩漿流體可以改變圍岩的化學性質。在這種情況下，變質作用升級為交代作用。如果侵入的岩石富含碳酸鹽，結果就是矽卡岩。交代改變的光環常常是金屬礦石礦物的沉積範圍，因此具有經濟意義。

## 熱液變質
熱液變質作用是圍岩與不同成分的高溫流體相互作用的結果。熱液流體可能是岩漿（起源於侵入岩漿）、循環地下水或海水變質。 在海底擴張中心的玄武岩，常有熱液的對流循環，對圍岩產生廣泛的熱液變質作用。尋找有價金屬礦床也用這種熱液蝕變現象做導引。